# Taphromysis louisianae
Taphromysis louisianae is een aasgarnalensoort uit de familie van de Mysidae. De wetenschappelijke naam van de soort is voor het eerst geldig gepubliceerd in 1953 door Banner.